# Angiopolybia zischkai
Angiopolybia zischkai är en getingart som beskrevs av Richards 1978. Angiopolybia zischkai ingår i släktet Angiopolybia och familjen getingar. Inga underarter finns listade i Catalogue of Life.